# 約奧族
約奧族，是位於馬拉維湖南端的一個主要的班圖人種族和語言群體，他們在19世紀在東南非洲的歷史中發揮了重要作用。約奧族是穆斯林佔主導地位的族群，分佈在三個國家:馬拉維，莫桑比克北部，坦桑尼亞魯伍馬區地區和姆特瓦拉地區。約奧族具有超越國界的強烈的文化認同感。

## 歷史
大部分的約奧族都是自給農民。當阿拉伯人到達非洲東南海岸時，他們開始與約奧族交易，主要是象牙，穀物和奴隸，以換取衣服和槍支。由於沿海貿易，他們成為南部非洲最富有和最有影響力的部落之一。19世紀，當約奧族酋長掌握莫桑比克尼亞薩省時，大型約奧族王國誕生了。在那段時間內，約奧族開始從傳統的家園轉移到今天的馬拉維和坦桑尼亞。酋長國最重要的結果是在20世紀之交和第一次世界大戰之後，整個民族都轉向伊斯蘭教。由於他們與阿拉伯人和斯瓦希里人的貿易，約奧族酋長（蘇丹）需要可以閱讀的文士和寫。
在約奧族村就業和生活的伊斯蘭教教師(毛拉)對約奧族人民產生了重大影響，因為他們可以為他們提供識字，古蘭經，宗教服裝和廣場，而不是圓形茅屋。此外，約奧族蘇丹強烈抵制葡萄牙，英國和德國的殖民統治，這被視為對他們的重大文化和經濟威脅。英國人試圖通過襲擊沿海附近的一些約奧族貿易大篷車來阻止象牙和奴隸貿易。約奧族酋長馬塔卡拒絕了基督教，因為伊斯蘭教給他們提供了一個可以吸收他們傳統文化的社會體系。由於酋長的政治和儀式統治，他們皈依伊斯蘭教導致他們的臣民也這樣做。約奧族所擁抱的民間伊斯蘭教與其傳統的萬物有靈的信仰體系融為一體。

## 莫桑比克的約奧族
約奧族原本居住在莫桑比克北部（前葡屬東非）。整個莫桑比克約奧族的歷史，顯示他們的民族地理中心位於莫桑比克西北部的尼亞薩省的一個名為Chiconono的小村莊。大多數約奧族主要是自給農民，但也有一些人也活躍於象牙和奴隸販子那裡。當葡萄牙人來到後，他們面臨著社會和政治上的衰落，葡萄牙人在該地區建立了城鎮，並將其轉變為種植園經濟。香料貿易和基督教福音傳播是葡萄牙在該地區擴張的主要推動力量。然而，在19世紀後期，葡萄牙人還參與了一項將非洲奴隸從莫桑比克運到巴西的大型奴隸貿易。葡萄牙帝國是當時世界上最大的政治和經濟大國之一。葡萄牙經營的農業種植園開始擴張，為部落居民提供有償勞動。約奧族越來越成為葡萄牙統治下的貧窮種植工人。但是，他們保留了傳統文化和持續農業。作為穆斯林，約奧族不能容忍葡萄牙人的統治，葡萄牙人提供天主教教育，並把葡萄牙語教給穆斯林族群。目前，莫桑比克估計最少有450000約奧族人。它們主要佔據尼亞薩省的東部和北部，佔該省首府利欣加人口的約40％。

## 莫桑比克外的約奧族
十八世紀三十年代，當約奧族作為農民和商人活躍起來時，他們就進入了現在的馬拉維東部地區。約奧人在19世紀後期與海岸的斯瓦希里人有著密切的聯繫，並採納了他們文化的一些部分，如建築和伊斯蘭教，但仍保留著自己的民族特徵。他們與阿拉伯人的密切合作使他們能夠獲得槍支，這使他們在與諸如納戈尼和契瓦等鄰族人民的許多戰爭中佔據優勢。約奧人積極抵制在東南非殖民化的德國軍隊（大致上今天的坦桑尼亞，盧旺達和布隆迪）。1890年，國王Machemba向Hermann von Wissmann司令發表聲明，表示他願意交易，但不願意服從他的權威。然而，經過進一步的接觸後，約奧族最終向德國軍隊投降。

## 語言
約奧族講的是一種叫做Chiyao的班圖語言，在馬拉維約有1,000,000人講此種語言，莫桑比克有495,000人講此種語言，坦桑尼亞有492,000人講此種語言。這個民族的傳統故鄉位於莫桑比克北部的魯伍馬河和盧格達河之間。他們還會講他們居住的國家的語言和葡萄牙語。

## 健康
疾病在約奧族文化中被認為是由於身體原因，詛咒或打破文化禁忌而產生的。當這種疾病被認為來自後兩種來源的情況下(民間疾病)，很少會徵詢政府衛生中心的意見。民間疾病包括undubidwa（由於兄弟姐妹的嫉妒而影響母乳喂養的孩子的疾病），以及因性接觸而產生的各種“ndaka”疾病。